# Jean-Baptiste Piron
Jean-Baptiste Piron (Couvin, 10 april 1896 – Ukkel, 4 september 1974) was de bevelhebber van de Belgische 1e Infanteriebrigade, ook Brigade Piron genoemd, die tijdens de Tweede Wereldoorlog werd ingezet bij de bevrijding van West-Europa.
Hij had meegevochten in de Eerste Wereldoorlog. Hij werd op 22-jarige leeftijd tot kapitein benoemd. Na de capitulatie van het Belgisch leger op 28 mei 1940 werd hij geïnterneerd in Maria-ter-Heide. Hij slaagde erin te ontsnappen en in april 1941 verliet hij België en via Marseille, Spanje en Gibraltar belandde hij uiteindelijk in januari 1942 in Schotland.
Luitenant-kolonel Piron werd bevelhebber van de Belgische 1e Infanteriebrigade, bijgenaamd de brigade Piron. De brigade bestond uit 2200 à 2500 Belgische en Luxemburgse militairen. De eenheid werd opgeleid in Tenby (Wales). Twee maanden na de grootscheepse landing van de geallieerde troepen in Normandië (Operatie Overlord) landde de brigade er op 7 augustus 1944, waar ze enkele lokale kustgemeentes hielp bevrijden. Nadien nam de brigade deel aan de bevrijding van België. Ze bevrijdde op 4 september 1944 Brussel. Nadien nam de eenheid deel aan de bevrijding van Nederland.
Na de oorlog leidde hij de Belgische bezettingstroepen in Duitsland, de Belgische strijdkrachten in Duitsland (BSD). In 1947 bracht hij het tot luitenant-generaal in het Belgisch leger. Van 1951 tot 1957 was hij stafchef van het leger en een tijdlang vleugeladjudant van Koning Boudewijn I.

## Onderscheidingen
België: 
- Grootkruis Kroonorde met Palmen
- Groot Officier Leopoldsorde
- Officier Orde van Leopold II met Zwaarden
- Oorlogskruis 1914-1918 met Vergulde Leeuw
- Oorlogskruis 1940 met Palm
- Strijder-Vrijwilliger Medaille 1914-1918
- Vuurkruis
- Oorlogsherinneringsmedaille 1914-1918
- Overwinningsmedaille
- Kruis der Ontsnapten 1940-1945
- Herinneringsmedaille 1940-1945 met Gekruiste Sabels
- Militair Kruis, 1ste Klasse
- Herinneringsmedaille ter gelegenheid van het 25e Eeuwfeest van de Stichting van het Keizerrijk Iran

Buitenlands:
- Ridder Grootkruis Orde van Oranje Nassau met Zwaarden
- Grootkruis in de Orde van Verdienste van Adolf van Nassau
- Orde van de Eregezellen
- 1939-1945 Star
- France and Germany Star
- Defensiemedaille